# Sannella crucifera
Sannella crucifera är en insektsart som beskrevs av Irena Dworakowska 1994. Sannella crucifera ingår i släktet Sannella och familjen dvärgstritar. Inga underarter finns listade i Catalogue of Life.